# 럭키 - 노 타임 포 러브
럭키 - 노 타임 포 러브(Lucky: No Time For Love)는 인도에서 제작된 라드히카 라오, 비나이 사프루 감독의 2005년 뮤지컬, 드라마, 멜로/로맨스 영화이다. 살만 칸 등이 주연으로 출연하였고 소하일 칸 등이 제작에 참여하였다.

## 출연

### 주연
- 살만 칸
- 스네하 울랄

### 조연
- 비크람 고칼레
- 미천 차크라보티
- 케이더 칸
- 나브니 파리하
- 라비 바스와니
- 무마잇 칸
- 아이라 오릴라
- 바이샬리 세다
- 프리얀카 시노이
- 미카일 소로비에
- 카밀라 보도나바

## 제작진
- 대사: 밀랍 자베리